# Накаи (станция)
Станция Накаи (яп. 中井駅 накаи эки) — железнодорожная станция на линиях Синдзюку (Сэйбу) и Оэдо расположенная в специальном районе Синдзюку, Токио. Станция обозначена номером E-32 на линии Оэдо. Станция Сэйбу была открыта в 1927-м году, станция Toei в 1997-м году. На станции  установлены автоматические платформенные ворота.

## Планировка станции

### Линия Синдзюку
2 платформы бокового типа и 3 пути. Один путь служит для проезда поездов в обе стороны.
| 1 | ■ Линия Синдзюку (Сэйбу) | Танаси, Токородзава, Хон-Кавагоэ |
| 2 | ■ Линия Синдзюку (Сэйбу) | Такаданобаба, Сэйбу-Синдзюку     |

### Линия Оэдо
| 1 | ○ Линия Оэдо | Тотёмаэ, Роппонги, Даймон |
| 2 | ○ Линия Оэдо | Нэрима, Хикаригаока       |

## Близлежащие станции
| «              |                | Линия          |                | »                     |
| Линия Синдзюку | Линия Синдзюку | Линия Синдзюку | Линия Синдзюку | Линия Синдзюку        |
| -------------- | -------------- | -------------- | -------------- | --------------------- |
| Симо-Отиай     |                | Local          |                | Араиякусимаэ          |
| Линия Оэдо     |                |                |                |                       |
| Хигаси-Накано  |                | -              |                | Отиай-Минами-Нагасаки |